# Davos
Davos (prononcé en allemand : [daˈvoːs], walser dialecte local : Tafaas [ta'fas], romanche : , italien : Tavate, désuet) est une commune du canton des Grisons, située dans la haute vallée de la rivière Landwasser dans la région de Prättigau/Davos, dans l'est de la Suisse.
La ville est célèbre pour accueillir chaque année le Forum économique mondial (World Economic Forum), une réunion des dirigeants de la planète et des élites économiques mondiales.
Davos est aussi connue en tant que station de sports d'hiver, et organise des événements tels que la Coupe Spengler en hockey sur glace, à laquelle l'équipe locale, le HC Davos participe.

## Géographie

### Situation

Située à une altitude de 1 560 mètres, Davos est réputée être la ville la plus élevée d’Europe. L’agglomération est formée de deux entités : Davos-Dorf (à l'extrémité du lac de Davos) et Davos-Platz. Elle s’allonge sur près de quatre kilomètres au fond de la vallée de la Landwasser. Elle est reliée à la station de Klosters par le col du Wolfgang à dix kilomètres au nord.
Le territoire de Davos s'étend sur 283,98 km2. Lors du relevé de 2013-2018, les surfaces d'habitations et d'infrastructures représentaient 2,4 % de sa superficie, les surfaces agricoles 33,6 %, les surfaces boisées 23,7 % et les surfaces improductives 40,3 %.
|           | Klosters       | Klosters |
| Arosa     | Davos          | Zernez   |
| Schmitten | Bergün Filisur | S-chanf  |

### Transports

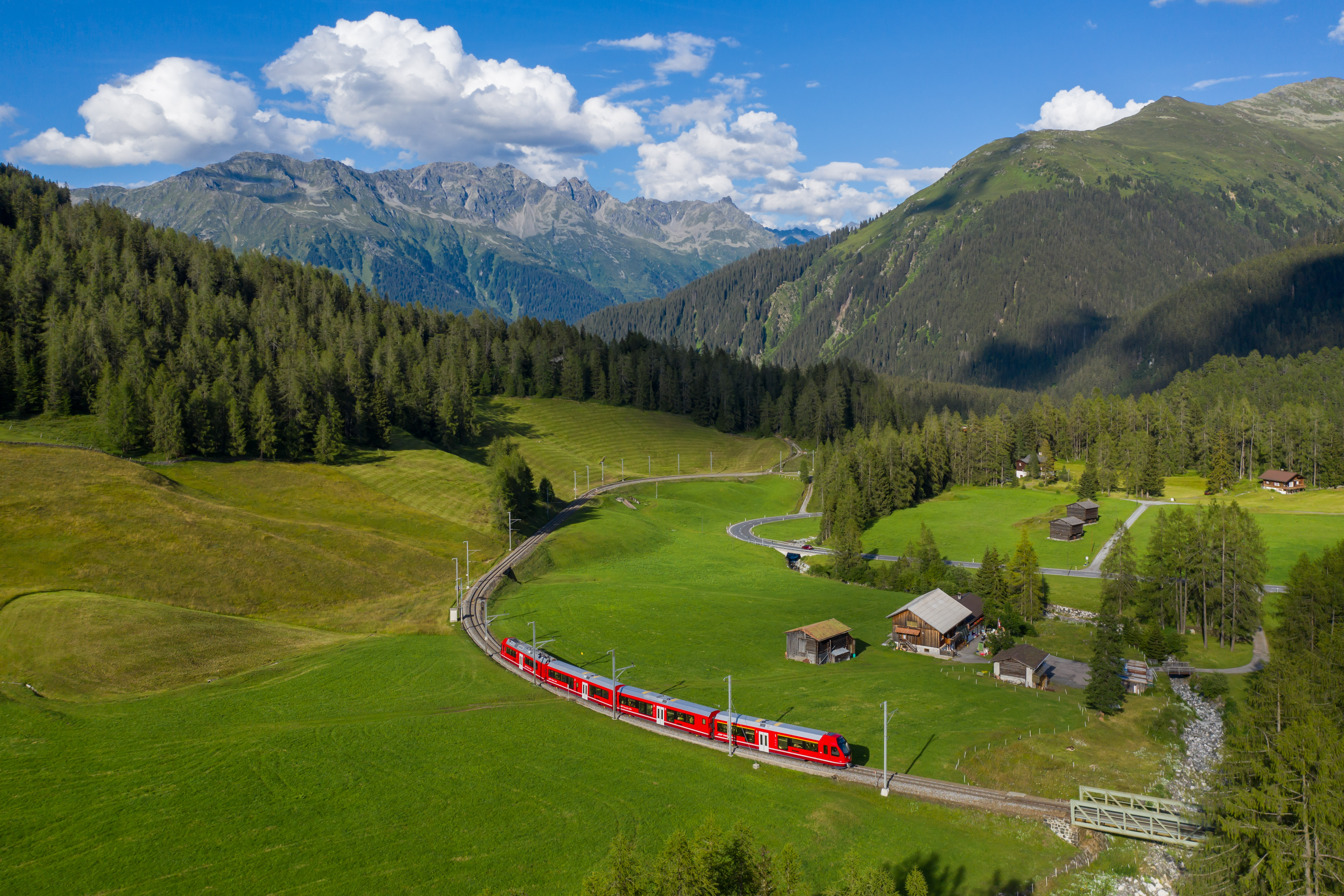
La ligne de Landquart à Davos-Platz entre la gare de Davos-Laret et la gare de Davos-Wolfgang à Davos. Juillet 2020.

- Elle est traversée par deux lignes à voie métrique des Chemins de fer rhétiques (RhB) : la ligne de Landquart à Davos-Platz (via le Col de Wolfgang) et la ligne de Davos-Platz à Filisur. Elle dispose de deux gares importantes Davos-Platz et Davos-Dorf ainsi que plusieurs gares ou haltes de moindres importances. Elle est desservie par divers trains et notamment le Glacier Express permettant de traverser la Suisse et relier la station de Zermatt.
- Lignes de bus pour Lenzerheide et Zernez
- Funiculaires de la Parsenn et de Schatzalp
- Téléphérique du Jakobshorn et du Weissfluhgipfel

## Histoire
Le peuplement récent de la région de Davos remonte au haut Moyen Âge quand elle fut colonisée par l'immigration de populations romanches originaires de l'Engadine et de la vallée de l'Albula. La première mention du village de Davos remonte à 1213 sous la forme attestée de « Tavaus ». Certains toponymes par leurs sonorités romanes trahissent encore cette présence.
Aux environs de 1280, les barons de Vaz permettent l'établissement de colons germanophones  walser et leur concèdent des droits importants d'autonomie administrative. C'est ainsi que Davos devint le plus grand centre de peuplement walser en Suisse orientale. Les autochtones continuent de parler un dialecte, atypique dans les Grisons, qui possède de nombreuses similitudes avec l'allemand dialectal de la Suisse occidentale, en particulier du Haut-Valais.

Photo aérienne prise à 300 m par Walter Mittelholzer (1923).

En 1853, le médecin allemand Alexander Spengler constata que le microclimat de la vallée était propice au traitement de la tuberculose et autres maladies pulmonaires. Le village se transforma en lieu de cure avec la construction de sanatoriums, d’hôtels et de pensions.

Davos-Platz avec le en arrière-plan.

En 1888, Willem-Jan Holsboer fonde les Chemins de fer rhétiques (RhB), une société anonyme pour la construction et l'exploitation de la ligne de Landquart à Davos-Platz, mise en service en 1889 et 1890.
C'est à Davos que se déroule le roman de Thomas Mann La Montagne magique décrivant la vie de pensionnaires d'un sanatorium.
De 1928 à 1931 s'y déroulent les cours universitaires de Davos, rencontres d'intellectuels européens qui rassemblèrent des chercheurs tels qu'Albert Einstein, Paul Tillich, Léon Brunschvicg, Lucien Febvre et furent le théâtre de la célèbre dispute de Davos entre Martin Heidegger et Ernst Cassirer en 1929.
Le 4 février 1936, Wilhelm Gustloff, un activiste virulent du parti nazi en Suisse, est tué par David Frankfurter, un étudiant juif, qui rêvait par ce geste de « réveiller son peuple ».
En 1948, grâce à la streptomycine, l’un des établissements de Davos parvient à soigner la tuberculose et l'encéphalite, sonnant le glas des longs séjours médicaux en montagne.
Dès lors, Davos se transforme encore plus en station de sports d'hiver et en centre de congrès.
Depuis 1971, se tient à Davos, au mois de janvier, la réunion du Forum économique mondial qui réunit patrons de multinationales, banquiers, milliardaires, responsables politiques et intellectuels influents du monde entier.
Le 25 novembre 2007, les citoyens de Davos ont accepté la fusion avec la commune de Wiesen. Depuis le 1er janvier 2009, la fusion est effective ; à la suite de cette fusion, elle devient pendant deux ans la commune la plus étendue de Suisse, devant Bagnes (en 2011, Glaris Sud la dépassera en superficie).

## Jumelages
Davos est jumelée avec :
- Aspen (États-Unis) ;
- Chamonix-Mont-Blanc (France)[8] ;
- Ueda (Japon)[9].

## Population et société

### Démographie

#### Évolution de la population
Davos compte 10 732 habitants au 31 décembre 2022 pour une densité de population de 38 hab/km2. Sur la période 2010-2019, sa population a diminué de −2,7 % (canton : 3,3 % ; Suisse : 9,4 %).  

#### Pyramide des âges
En 2020, le taux de personnes de moins de 30 ans s'élève à 28,3 %, au-dessous de la valeur cantonale (29 %). Le taux de personnes de plus de 60 ans est quant à lui de 27,4 %, alors qu'il est de 29,1 % au niveau cantonal.
La même année, la commune compte 5 423 hommes pour 5 409 femmes, soit un taux de 50,1 % d'hommes, similaire à celui du canton (50,1 %).
| Hommes | Classe d’âge | Femmes |
| ------ | ------------ | ------ |
| 0,6    | 90 ans ou +  | 1,2    |
| 7,6    | 75 à 89 ans  | 9,8    |
| 17,1   | 60 à 74 ans  | 18,4   |
| 22,4   | 45 à 59 ans  | 21,6   |
| 23,0   | 30 à 44 ans  | 21,7   |
| 15,8   | 15 à 29 ans  | 14,5   |
| 13,5   | - de 14 ans  | 12,7   |

| Hommes | Classe d’âge | Femmes |
| ------ | ------------ | ------ |
| 0,6    | 90 ans ou +  | 1,4    |
| 8,3    | 75 à 89 ans  | 10,4   |
| 18,5   | 60 à 74 ans  | 19,0   |
| 22,9   | 45 à 59 ans  | 22,4   |
| 19,7   | 30 à 44 ans  | 18,8   |
| 16,5   | 15 à 29 ans  | 15,3   |
| 13,4   | - de 14 ans  | 12,7   |

### Sports
- L'équipe de hockey sur glace du HC Davos.

### Tourisme

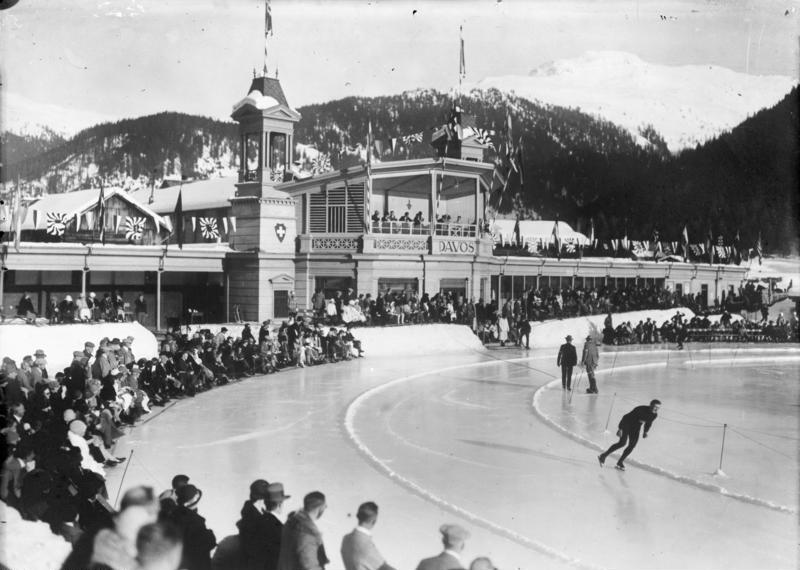
Tradition du patinage.

## Économie

### Ski
Depuis la fin du XIXe siècle, Davos est célèbre pour sa station de ski. Après le très fort engouement des années 1970 et 1980, la ville s'est ré-affirmée en tant que destination touristique majeure, très prisée par la jet-set.
Les cinq principaux domaines skiables de Davos :
- Parsenn / Gotschna ;
- Jakobshorn ;
- Pischa ;
- Rinerhorn ;
- Schatzalp.

## Culture et patrimoine

### Héraldique
| Blason | Blasonnement : Ecartelé d'azur et d'or à la croix quadripartie de l'un et l'autre. |

### Patrimoine

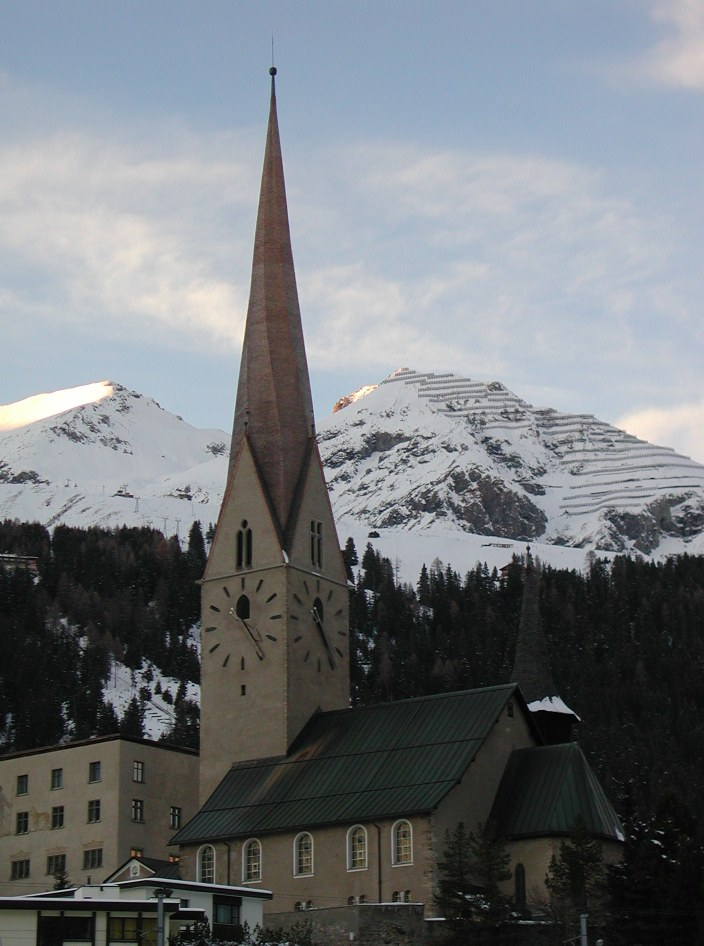
Église Saint Johann.

- Église réformée Saint Johann, bâtiment gothique avec une nef de 1514 et son clocher tors.
- Hôtel de Ville, bâti en 1564.
- Maison Alexander, construite en 1907 pour servir de sanatorium.
- Patinoire couverte, construite en 1979, la plus vaste d’Europe.
- Frauenkirch, construite vers 1500.
- Musée Kirchner, œuvres du peintre Ernst Ludwig Kirchner, qui résida à Davos entre 1923 et 1938.
- Musée des sports d’hiver.
- Musée régional.
- Hôtel Schatzalp.

### Manifestations
- Festival "young artists in concert"
- Forum économique mondial (WEF)
- Coupe Spengler, tournoi de hockey sur glace
- Journées littéraires
- Davos X-Trails

### Littérature
Arthur Conan Doyle écrivit un article sur le ski à Davos en 1899. C'est également à Davos que se déroule le roman de Thomas Mann La Montagne magique (Der Zauberberg), et plus particulièrement dans le sanatorium.

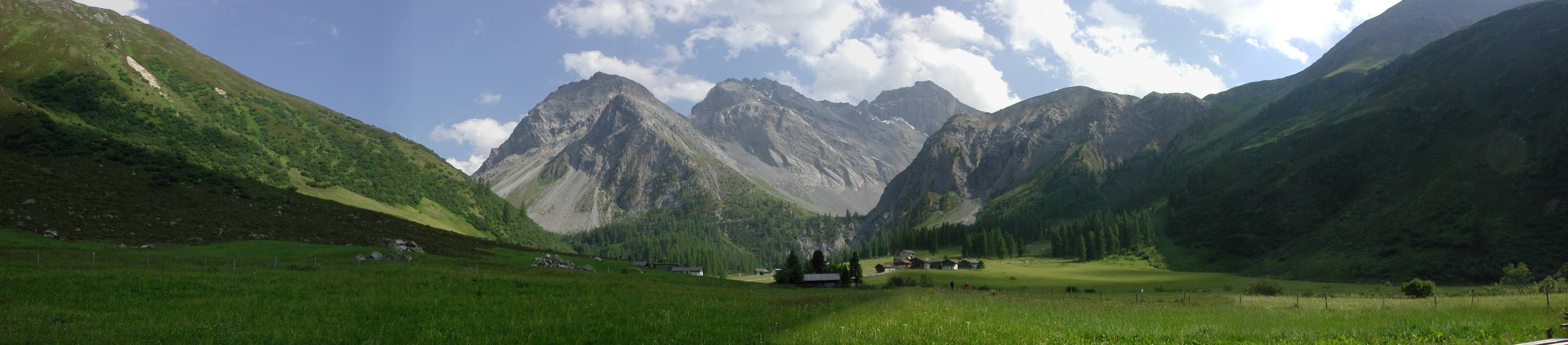
Panorama de la vallée de Sertig.

### Personnages célèbres
- Willem-Jan Holsboer, né en 1834 et mort en 1898, entrepreneur néerlandais, y a longuement vécu.
- Karl Rüedi (1848-1901), pneumologue
- Sigmund Toman, survivant de la Shoah, y a séjourné en 1946.
- Ernst Haefliger, célèbre ténor, y est né en 1919.
- Ernst Ludwig Kirchner, peintre, y a séjourné à partir de 1917.
- Walter Vesti (1950-), skieur alpin.
- Paul Accola (1967–), skieur
- Dino Wieser (1989–), joueur de hockey
- Thomas Hirschhorn, plasticien
- Ambrosi Hoffmann (1977–), skieur
- Daniela Meuli (1981–), snowboardeuse
- Sophie Taeuber-Arp, peintre et sculptrice, y est née en 1889.
- Paul Martig, peintre, y est né en 1903 et y a vécu
- Theo van Doesburg, écrivain
- Trixie Delgado (1966-), chanteuse du groupe d'eurodance Masterboy
- Le grand-duc Dimitri Pavlovitch de Russie y mourut en 1942
- Marc Forster, réalisateur et producteur